# Kisielowie herbu Namiot
Kisielowie herbu Namiot (lub własnego) – ród szlachecki.

## Przedstawiciele
- Adam Kisiel
- Adam Franciszek Kisiel
- Aleksander Kisiel
- Maciej Kisiel
- Mikołaj Kisiel (zm. 1651)
- Mikołaj Kisiel (zm. 1661)